# Велику, Марьян
Марьян Велику (рум. Marian Velicu; 4 июля 1977, Комана — 10 июля 2024) — румынский боксёр, представитель первой наилегчайшей весовой категории. Выступал за сборную Румынии по боксу в период 1993—2002 годов, серебряный призёр чемпионата мира, обладатель бронзовой медали чемпионата Европы, победитель и призёр турниров международного значения, участник летних Олимпийских игр в Сиднее.

## Биография
Марьян Велику родился 4 июля 1977 года в коммуне Комана, жудец Джурджу, Румыния.
Впервые заявил о себе в 1993 году, став бронзовым призёром чемпионата Румынии в первой наилегчайшей весовой категории. Два года спустя впервые одержал победу в зачёте румынского национального первенства. Ещё через год получил на аналогичных соревнованиях серебро.
В 1997 году выиграл международный турнир в Минске, домашний международный турнир «Золотой пояс» в Константе, Мемориал Феликса Штамма в Польше. При этом на чемпионате мира в Будапеште сумел дойти лишь до 1/8 финала.
В 1998 году победил на Гран-при Усти в Чехии, побывал на чемпионате Европы в Минске, где на стадии четвертьфиналов был остановлен россиянином Сергеем Казаковым.
В 1999 году был лучшим на турнире «Золотой пояс» в Бухаресте.
В 2000 году завоевал золотую медаль на Кубке химии в Галле и стал бронзовым призёром европейского первенства в Тампере. Благодаря череде удачных выступлений удостоился права защищать честь страны на летних Олимпийских играх в Сиднее — в категории до 48 кг благополучно прошёл первого соперника по турнирной сетке, тогда как во втором бою досрочно проиграл титулованному кубинцу Маикро Ромеро, который в итоге стал бронзовым призёром этого олимпийского турнира.
После сиднейской Олимпиады Велику ещё в течение некоторого времени оставался в составе боксёрской команды Румынии и продолжал принимать участие в крупнейших международных соревнованиях. Так, в 2001 году он получил бронзу на международном турнире «Трофео Италия» в Неаполе, выиграл серебряную медаль на чемпионате мира в Белфасте, где в решающем поединке уступил кубинцу Яну Бартелеми, выступил на Играх доброй воли в Брисбене — сначала в полуфинале проиграл американцу Рональду Сайлеру, затем в бою за третье место потерпел поражение от представителя Кубы Юриоркиса Гамбоа.
В январе 2002 года отметился победой на Кубке Бочкаи в Дебрецене.
Умер 10 июля 2024 года из-за неизлечимой болезни в возрасте 47 лет.